# Educación pública
Se denomina educación pública al sistema nacional educativo de cada país, que está gestionado por la administración pública y sostenido con los impuestos. Por lo general, comprende la planificación, supervisión o ejecución directa de planes de estudio y educación escolarizada de diversos niveles académicos siendo preeminente la realización de los niveles que la norma jurídica considere obligatorios. El término se aplica generalmente a la educación formal, la educación preescolar, primaria y secundaria. También se aplica a la educación postsecundaria, educación superior, o las universidades, colegios y escuelas técnicas que reciben ayudas públicas. 
El objetivo de la educación pública es la accesibilidad de toda la población a la educación y generar niveles de instrucción deseables para la obtención de una ventaja competitiva. Regularmente la educación pública queda a cargo del gobierno, quien llega a proporcionar la planta física y docente, y hasta materiales didácticos, para la realización de los estudios y por tal motivo generalmente existen entidades de la administración pública, relacionados con el sistema educativo tales como los Departamentos o Ministerios de Educación. Estos están encargados de organizar y controlar los servicios educativos de cada país.

## Características
La educación pública a menudo implica las siguientes pautas:
- Obligatoria asistencia de los estudiantes (hasta una determinada edad).
- Certificación de los profesores y los planes de estudio, ya sea por el gobierno o por una organización de docentes.
- Ensayos y normas establecidas por el gobierno.

En cuanto a los sistemas de educación hay dos características comunes, enseñaban religión y mantenían las tradiciones de los pueblos; en el antiguo Egipto, las escuelas del templo enseñaban no solo religión, sino también los principios de la escritura, ciencias, matemáticas y arquitectura. De igual manera en la India la mayor parte de la educación estaba en las manos de los sacerdotes. La educación en la antigua China se centraba en la filosofía, la poesía y la religión, de acuerdo con las enseñanzas de Confucio, Lao-tse y otros filósofos.
Se podría decir entonces que la idea central de este capítulo sería dar a conocer que la relación de la cultura de un país y su filosofía de vida teniendo en cuenta su estilo de vida e idiosincrasia es parte de la educación, ya que esta se complementa con las demás para subsistir.

## Historia

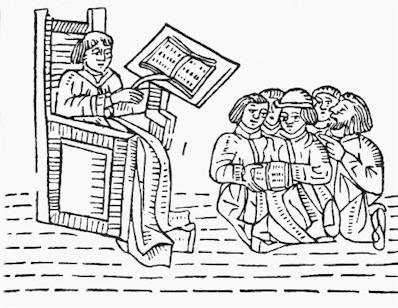
Enseñanza medieval

Se sabe que los pueblos primitivos carecían de maestros, de escuelas y de doctrinas pedagógicas organizadas; aun así, la sociedad la realizaba de forma inconsciente en cada momento y la educación existía como hecho.
Fue con la llegada de las grandes civilizaciones cuando la educación de la población comenzó a ser impartida en forma estructurada y organizada en muchos países. Destacan la primera universidad sobre la que se tiene conocimiento que existió en la actual China —la Escuela Superior Shang Hsiang imperial durante el período Yu-Shun, entre los años 2257 a. C.-2208 a. C.— así como, siglos más tarde, la escuela de enseñanza fundada por Confucio (que admitía a alumnos sin distinción de clase social). También destacan los maestros griegos: los filósofos presocráticos —como Tales de Mileto y Demócrito —, platónicos y neoplatónicos, encargados de estudiar filosofía, matemáticas, astronomía, entre otras ramas de la ciencia.
La importancia fundamental que la historia de la educación tiene para cualquier educador es que permite el conocimiento del pasado educativo de la humanidad. El hecho educativo no es presentado por la historia como un hecho aislado, este es vinculado con las diversas orientaciones filosóficas, religiosas, sociales y políticas que han influido sobre él. Por eso nos permite apreciar en qué medida la educación ha sido un factor en la historia y en qué medida una cultura es fuerza determinante de una educación.
En el siglo VIII, Carlo Magno con su decreto Admonitio generalis  fijó las primeras directrices de la reforma carolingia, que supuso la creación de escuelas en cada obispado, ya fueran para niños ricos o pobres, y siendo ayudado por el monge Alcuino de York, a quien se considera el primer ministro de Educación de la Historia. En 1179 el III Concilio de Letrán en su Canon 18, decretó el establecimiento en cada iglesia catedral de un beneficio que permita un maestro encargado de la enseñanza gratuita de los clérigos y a los estudiantes pobres.
Las escuelas y colegios fueron mejorando y llegando a nuevas ciudades. En el año 1538 se fundó la primera universidad de América, la Universidad Santo Tomás de Aquino en Santo Domingo, La Española (actual República Dominicana).
En implementación de los decretos del Concilio de Trento (1545-1563) y el énfasis puesto en la tarea del cuidado de las almas, en las primeras décadas del siglo XVI se produjo un florecimiento de órdenes religiosas dedicadas a la educación cristiana, complemento laical a lo que los seminarios clericales representaban en términos de conocimiento teológico y pastoral: los Barnabitas (en 1530); el Orden de los Padres Somascos, fundado en 1534 por Jerónimo Emiliani; los 
Jesuitas (fundados en 1540 por Ignacio de Loyola); los Padres Doctrinarios (en 1575); los Padres Escolapios, establecidos en 1567 por trabajo de Giuseppe Calasanzio; los Hermanos de las Escuelas Cristianas cuya fundación tuvo lugar en Francia en 1679 por iniciativa de Jean-Baptiste de La Salle; la Compañía de Santa Úrsula (Angela Merici, en 1535); las Maestras Pías Filipenses y las Maestras Pías Venerinas, 
creadas a finales del siglo XVI por Rosa Venerini e Lucía Filippini. Hasta ese momento, la educación secundaria seguía siendo prerrogativa exclusiva de la jerarquía eclesial.
La primera escuela pública y gratuita de Europa la puso en marcha el español José de Calasanz. José de Calasanz, nacido en la localidad de Peralta de la Sal, era hijo del herrero y del alcalde de su localidad. Su vocación era el sacerdocio y una vez convertido en sacerdote en 1583 se trasladó a Roma en 1592, donde perfiló la idea de crear una escuela gratuita y abierta a todos los niños. En un primer momento las autoridades eclesiásticas rechazaron el proyecto por utópico pero en 1597 fundaría en la sacristía de su parroquia, la de Santa Dorotea en el barrio de Trastévere, una escuela gratuita en la que él mismo ejercía como maestro. En 1617 fundaría una escuela mayor en la ciudad italiana de Frascati, la cual dio inicio a las Escuelas Pías. Fue canonizado en 1767.
Posteriormente, el tercer presidente de Estados Unidos de América, Thomas Jefferson, a finales del siglo XIX decidió que la educación debía ser pagada en común por la sociedad para que todas las personas tuvieran acceso a una educación laica y gratuita. Así fue como se iniciaron las escuelas comunales o common schools, que funcionaron entre 1830 e inicios del siglo XX para pasar a llamarse state school o escuela estatal.
La educación pública está, en general, a disposición de todos. En la mayoría de los países, es obligatorio para los niños asistir a la escuela hasta una cierta edad, pero la opción de asistir a la escuela privada está abierta a muchos.
La financiación de las escuelas públicas, por otro lado, es proporcionada por los ingresos fiscales, de manera que incluso personas que no asisten a la escuela (o cuyos dependientes no asisten a la escuela), ayudarán a garantizar que la sociedad sea educada. En las sociedades asoladas por la pobreza, las autoridades suelen ser laxas en la escolarización obligatoria porque los niños son valiosos trabajadores.

"La educación está tan difundida que no falta en ninguna sociedad ni en ningún momento de la historia. En toda sociedad por primitiva que sea, encontramos que el hombre se educa".
Codignola, E. (1946)

### Educación pública latinoamericana delsigloXX
El pedagogo y filósofo brasileño de orientación marxista Paulo Freire, habla de la educación como una inversión de enorme rentabilidad, individual y social, concluyendo así que una población más educada será una población con mayores niveles de tolerancia social y convivencia.
También toca el tema de las grandezas de la educación y el riesgo que estas podrían sufrir debido a las políticas públicas que abandonan su tradición democrático-liberal, sabiendo el daño que estas causarían. El riesgo que se confrontaría es que la ruptura del compromiso por la educación pública pueda significar y anticipar la ruptura del pacto democrático en las sociedades latinoamericanas.
Otro tema que aborda es la relación con la educación popular, enfatizando que el verdadero problema de la educación no es metodológico ni pedagógico, sino político. Freire propone la concienciación y el desarrollo de la convivencia crítica, planteando que el docente y el alumno establezcan una relación horizontal, no asimétrica, con la finalidad de que el estudiante recupere cierta autonomía que le permita ejercer su participación en el centro educativo de la misma manera que los docentes.
Por eso también se[¿quién?] llega a la conclusión de que la educación es una estrategia del estado para la sociedad señalando que: "todo grupo humano, comunidad o sociedad ha considerado necesaria la transferencia de los distintos saberes que se consideran valiosos a sus miembros más jóvenes. Parte de ahí que la educación, vista desde la práctica de los protagonistas, se constituye en una entidad social a partir del desarrollo de una acción estratégica culturalmente reproductora".
Siguiendo a Moriana Hernández, la mercantilización de un derecho humano es muy grave debido a que la lógica del negocio tiene una matriz ideológica del capitalismo que busca la ampliación del capital, pero no la mejora de la educación.

### Educación pública en el s. XXI
En los EE. UU., en 2024 el número de estudiantes del cuarto grado de primaria capaces de leer al nivel estándar del cuarto grado había caído a solamente el 60%.  Entre los estudiantes del octavo grado, solamente el 67% podía leer al nivel correspondiente al octavo grado.  En Baltimore, 13 de las 32 escuelas secundarias públicas tenían cero estudiantes capaces de hacer matemáticas al nivel estándar.